# 森屋颯太
森屋 颯太（もりや そうた、1999年6月30日 - ）は、元ラグビーユニオン選手。

## 略歴
6歳からラグビーを始めた。
2018年、横須賀総合高校卒業後、日本体育大学に入る。
2022年、日本体育大学卒業後、宗像サニックスブルースに加入。同年10月、浦安D-Rocksに加入。
2023年、日野レッドドルフィンズに加入。2025年に退団し、選手引退した。